# Астон Вілла
«Астон Вілла» (англ. Aston Villa Football Club) — професійний англійський футбольний клуб з міста Бірмінгем, який грає у Англійській Прем'єр-Лізі. Заснований у 1874 році, і грає на своєму полі Вілла Парк з 1897 року. Клуб був одним з засновників Футбольної ліги у 1888 році та Прем'єр-Ліги у 1992 році.
«Астон Вілла» є одним з найстаріших та найуспішніших англійських клубів, який вигравав Чемпіонат Першої ліги та Кубок Англії з футболу по сім разів. У сезоні 1981—82 «Астон Вілла» здобула Кубок європейських чемпіонів і стала одним з чотирьох англійських клубів, які вигравали Лігу чемпіонів. Клуб є четвертим за успішністю в історії англійського футболу. Він здобув 20 значимих титулів, більшість до Другої світової війни. Останній трофей клуб завоював у 1996 році.

## Склад команди
Станом на 19 лютого 2025
| №  | Поз. | Нац.      | Гравець                |
| -- | ---- | --------- | ---------------------- |
| 2  | ЗХ   | Польща    | Метті Кеш              |
| 3  | ЗХ   | Франція   | Аксель Дісасі          |
| 4  | ЗХ   | Англія    | Езрі Конса             |
| 5  | ЗХ   | Англія    | Тайрон Мінгз           |
| 6  | ПЗ   | Англія    | Росс Барклі            |
| 7  | ПЗ   | Шотландія | Джон Макгінн (капітан) |
| 8  | ПЗ   | Бельгія   | Юрі Тілеманс           |
| 9  | НП   | Англія    | Маркус Рашфорд         |
| 11 | НП   | Англія    | Оллі Воткінс           |
| 12 | ЗХ   | Франція   | Люка Дінь              |
| 14 | ЗХ   | Іспанія   | Пау Торрес             |
| 16 | ЗХ   | Іспанія   | Андрес Гарсія          |

| №  | Поз. | Нац.       | Гравець           |
| -- | ---- | ---------- | ----------------- |
| 17 | НП   | Нідерланди | Доніелл Мален     |
| 21 | НП   | Іспанія    | Марко Асенсіо     |
| 22 | ЗХ   | Нідерланди | Ян Матсен         |
| 23 | ВР   | Аргентина  | Еміліано Мартінес |
| 24 | ПЗ   | Бельгія    | Амаду Онана       |
| 25 | ВР   | Швеція     | Робін Ульсен      |
| 26 | ПЗ   | Нідерланди | Ламаре Богарде    |
| 27 | НП   | Англія     | Морган Роджерс    |
| 30 | ЗХ   | Англія     | Кортні Гаузе      |
| 31 | НП   | Ямайка     | Леон Бейлі        |
| 41 | ПЗ   | Англія     | Джейкоб Ремзі     |
| 44 | ПЗ   | Франція    | Бубакар Камара    |

## Досягнення
Чемпіонат Англії:
- Чемпіон (7): 1893/94, 1895/96, 1896/97, 1898/99, 1899/00, 1909/10, 1980/81
- Віце-чемпіон Англії (10): 1888/89, 1902/03, 1907/08, 1910/11, 1912/13, 1913/14, 1930/31, 1932/33, 1989/90, 1992/93
- Третє місце (1): 1928/29

Кубок Англії:
- Володар (7): 1886/87, 1894/95, 1896/97, 1904/05, 1912/13, 1919/20, 1956/57
- Фіналіст (3): 1891/92, 1923/24, 1999/2000

Кубок Ліги:
- Володар (5): 1960/61, 1974/75, 1976/77, 1993/94, 1995/96
- Фіналіст (3): 1962/63, 1970/71, 2009/10

Суперкубок Англії:
- Володар (1): 1981 (обидва суперники)

Кубок європейських чемпіонів:
- Володар (1): 1981/82

Суперкубок Європи:
- Володар (1): 1982

Кубок УЄФА:
- Чвертьфіналіст (1): 1997/98

Кубок Інтертото:
- Володар (1): 2001, 2008

## Виступи в єврокубках
Голи Астон Вілли завжди показані першими
| Сезон   | Змагання                                 | Раунд   | Країна         | Клуб                 | Вдома | На виїзді |
| ------- | ---------------------------------------- | ------- | -------------- | -------------------- | ----- | --------- |
| 1975–76 | Кубок УЄФА                               | 1Р      | Бельгія        | Антверпен            | 0–1   | 1–4       |
| 1977–78 | Кубок УЄФА                               | 1Р      | Туреччина      | Фенербахче           | 4–0   | 2–0       |
|         |                                          | 2Р      | Польща         | Гурник Забже         | 2–0   | 1–1       |
|         |                                          | 3Р      | Іспанія        | Атлетік Більбао      | 2–0   | 1–1       |
|         |                                          | 14      | Іспанія        | Барселона            | 2–2   | 1–2       |
| 1981–82 | Кубок Європейських чемпіонів (Переможці) | 1Р      | Ісландія       | Валюр                | 5–0   | 2–0       |
|         |                                          | 2Р      | НДР            | Динамо Берлін        | 0–1   | 2–1       |
|         |                                          | 1/4     | СРСР           | Динамо Київ          | 2–0   | 0–0       |
|         |                                          | 1/2     | Бельгія        | Андерлехт            | 1–0   | 0–0       |
|         |                                          | Фінал   | ФРН            | Баварія              | 1–0   |           |
| 1982    | Суперкубок УЄФА (Переможці)              | Фінал   | Іспанія        | Барселона            | 3–0   | 0–1       |
| 1982    | Міжконтинентальний кубок                 | Фінал   | Уругвай        | Пеньяроль            | 0–2   |           |
| 1982–83 | Кубок Європейських чемпіонів             | 1Р      | Туреччина      | Бешикташ             | 3–1   | 0–0       |
|         |                                          | 2Р      | Румунія        | Динамо Бухарест      | 4–2   | 2–0       |
|         |                                          | 1/4     | Італія         | Ювентус              | 1–2   | 1–3       |
| 1983–84 | Кубок УЄФА                               | 1Р      | Португалія     | Віторія Гімарайнш    | 5–0   | 0–1       |
|         |                                          | 2Р      | СРСР           | Спартак Москва       | 1–2   | 2–2       |
| 1990–91 | Кубок УЄФА                               | 1Р      | Чехословаччина | Банік Острава        | 3–1   | 2–1       |
|         |                                          | 2Р      | Італія         | Інтернаціонале       | 2–0   | 0–3       |
| 1993–94 | Кубок УЄФА                               | 1Р      | Словаччина     | Слован Братислава    | 2–1   | 0–0       |
|         |                                          | 2Р      | Іспанія        | Депортіво Ла-Корунья | 0–1   | 1–1       |
| 1994–95 | Кубок УЄФА                               | 1Р      | Італія         | Інтернаціонале       | 1–0   | 0–1       |
|         |                                          | 2Р      | Туреччина      | Трабзонспор          | 2–1   | 0–1       |
| 1996–97 | Кубок УЄФА                               | 1Р      | Швеція         | Гельсінгборг         | 1–1   | 0–0       |
| 1997–98 | Кубок УЄФА                               | 1Р      | Франція        | Бордо                | 1–0   | 0–0       |
|         |                                          | 2Р      | Іспанія        | Атлетік Більбао      | 2–1   | 0–0       |
|         |                                          | 3Р      | Румунія        | Стяуа                | 2–0   | 1–2       |
|         |                                          | 1/4     | Іспанія        | Атлетіко Мадрид      | 2–1   | 0–1       |
| 1998–99 | Кубок УЄФА                               | 1Р      | Норвегія       | Стремсгодсет         | 3–2   | 3–0       |
|         |                                          | 2Р      | Іспанія        | Сельта               | 1–3   | 1–0       |
| 2000    | Кубок Інтертото                          | 3Р      | Чехія          | Дукла Пржибрам       | 3–1   | 0–0       |
|         |                                          | 1/2     | Іспанія        | Сельта               | 1–2   | 0–1       |
| 2001    | Кубок Інтертото (Переможці)              | 3Р      | Хорватія       | Славен Белупо        | 2–0   | 1–2       |
|         |                                          | 1/2     | Франція        | Ренн                 | 1–0   | 2–1       |
|         |                                          | Фінал   | Швейцарія      | Базель               | 4–1   | 1–1       |
| 2001–02 | Кубок УЄФА                               | 1Р      | Хорватія       | Вартекс              | 2–3   | 1–0       |
| 2002    | Кубок Інтертото                          | 3Р      | Швейцарія      | Цюрих                | 3–0   | 0–2       |
|         |                                          | 1/2     | Франція        | Лілль                | 0–2   | 1–1       |
| 2008    | Кубок Інтертото (Переможці)              | 3Р      | Данія          | Оденсе               | 1–0   | 2–2       |
| 2008–09 | Кубок УЄФА                               | 2КР     | Ісландія       | Гапнарфйордур        | 1–1   | 4–1       |
|         |                                          | 1Р      | Болгарія       | Литекс               | 1–1   | 3–1       |
|         |                                          | Група F | Нідерланди     | Аякс                 | 2–1   |           |
|         |                                          | Група F | Чехія          | Славія Прага         |       | 1–0       |
|         |                                          | Група F | Словаччина     | Жиліна               | 1–2   |           |
|         |                                          | Група F | Німеччина      | Гамбург              |       | 1–3       |
|         |                                          | 1/16    | Росія          | ЦСКА Москва          | 1–1   | 0–2       |
| 2009–10 | Ліга Європи                              | ПО      | Австрія        | Рапід Відень         | 2–1   | 0–1       |
| 2010–11 | Ліга Європи                              | ПО      | Австрія        | Рапід Відень         | 2–3   | 1–1       |

Примітки
- 2КР = Другий кваліфікаційний раунд
- ПО = Раунд плей-оф
- 1Р = Перший раунд
- 2Р = Другий раунд
- 3Р = Третій раунд

## Кольори та логотип

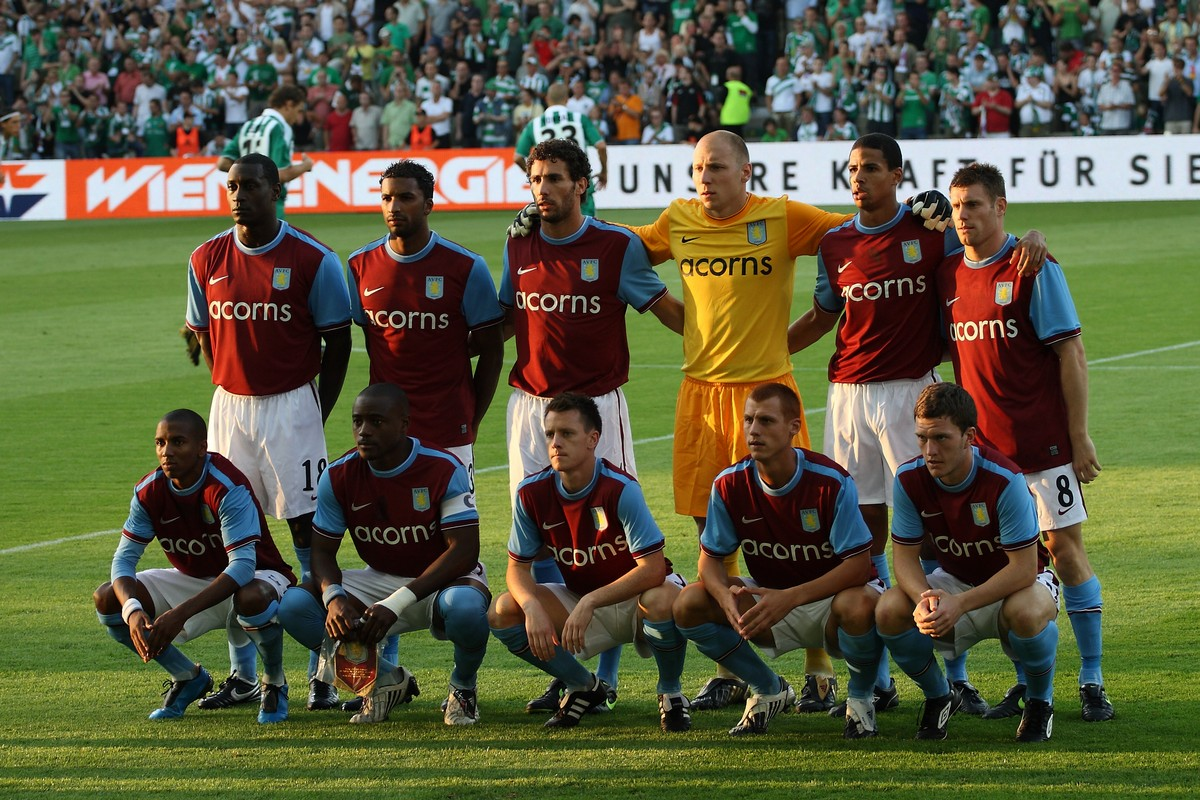
Гравці «Астон Вілли» в традиційних кольорах клубу.

Основна форма клубу — бордова червона форма з синіми рукавами, білі шорти з синьою та бордовою смугами та блакитні гетри з бордовою та білою смугами..
Новий логотип було представлено 2 травня 2007 року. На ньому було додано зірку, що символізує перемогу в Кубку європейських чемпіонів 1982 року, і світло-блакитне тло позаду лева, символу клубу. Традиційний девіз «Prepared» залишився на гербі, тоді як назву Aston Villa було скорочено до AVFC, написану бордовим кольором.
6 квітня 2016 року клуб підтвердив, що використовуватиме новий логотип із сезону 2016/17 після консультації з групами вболівальників щодо пропозицій. Лев на новому лого має кігті, а слово «Prepared» прибрано, щоб збільшити розмір лева та літер. 
У листопаді 2022 року після голосування, проведеного фанатами, клуб оголосив, що прийме новий логотип на наступний сезон. У травні 2024 року клуб повернувся до логотипу у формі щита.

2007-2016
2016-2023
2023-2024
З 2024